# Golpeador

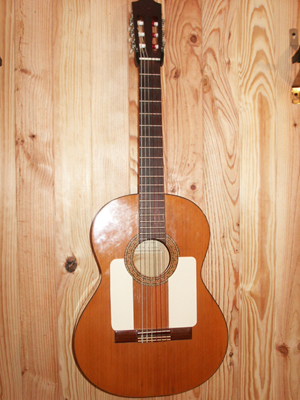
Guitarra flamenca con dos golpeadores.

El golpeador (conocido como pickguard en inglés) es una lámina de plástico u otro material que se ubica debajo de las cuerdas de algunos instrumentos de cuerda como la guitarra, el bajo, la mandolina, etc. Su función principal es proteger al instrumento de los golpes de la púa.

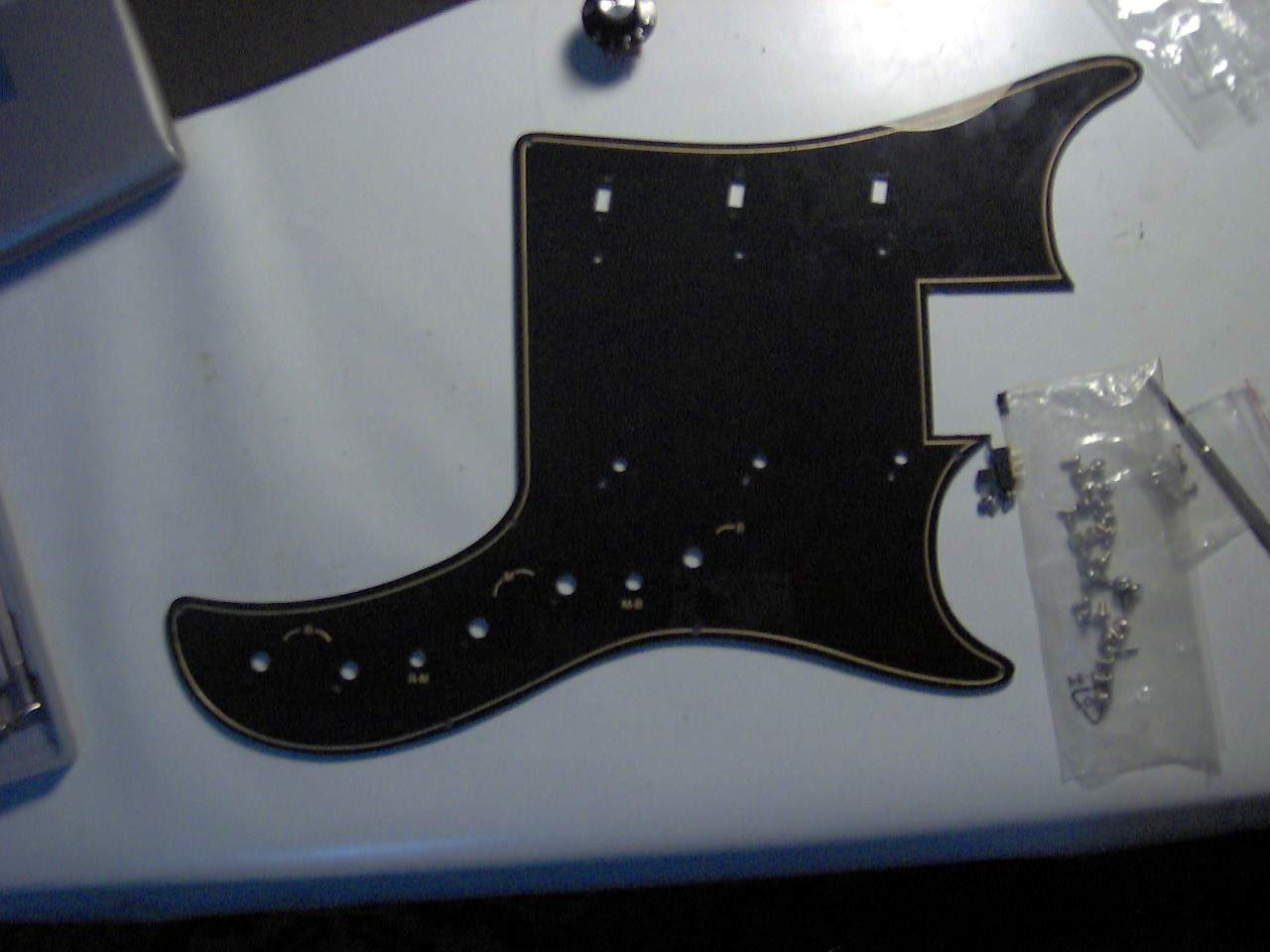
Pickguard de una guitarra eléctrica Musima Eterna, antes de ser instalado, mostrando todos sus componentes y accesorios.

- Datos: Q2635253